# Phare de Jarosławiec
Le phare de Jarosławiec (en polonais : Latarnia Morska Jarosławiec) est un phare situé dans la ville de Jarosławiec (Voïvodie de Poméranie occidentale - Pologne). Le phare se trouve entre le phare de Darłowo (environ 15 km à l'ouest) et le phare d'Ustka.
Ce phare est sous l'autorité du Bureau maritime régional (en polonais : Urząd Morski (pl)) de Słupsk.
Ce phare est classé au titre des monuments historiques de Pologne.

## Histoire
Le phare de Jarosławiec est le plus ancien phare de Pologne. Sa construction a commencé en 1835, mais le phare n'a pas été très efficace en raison d'un certain nombre de facteurs physiques. Le phare a été construit à environ 400 mètres de la côte, ce qui s'est révélé trop faible pour être efficace pour la navigation. Sa lumière n'était pas très visible parce qu'elle était obscurcie par les arbres et il fallut bientôt construire une nouvelle tour plus proche de la plage.
Le nouveau phare a été mis en service en 1838. Sa source de lumière initiale était de 15 lampes alimentées à l'huile de colza. Cette forme inhabituelle d'éclairage avait été utilisée depuis longtemps jusqu'à ce qu'elle soit remplacée, au début du 20e siècle, par un éclairage à ampoule électrique.
Le phare est constitué d'une tour de 23 m de haut en briques rouges, avec galerie et lanterne blanches. Actuellement, à une hauteur focale de 50 m au-dessus du niveau de la mer, il émet deux éclats blancs par cycle de 9 secondes, avec une portée maximale de 43 kilomètres.
Le phare est ouvert au public et on trouve à proximité l'ancien phare qui a été préservé.
Identifiant : ARLHS : POL009 - Amirauté : C2926 - NGA : 6580 .

## Caractéristique dufeu maritime
- Fréquence sur 9 secondes :
  - Lumière : 0.45 secondes
  - Obscurité : 2.05 secondes
  - Lumière : 0.45 secondes
  - Obscurité : 6.05 secondes

|          |
| Le phare |

|             |
| La lanterne |

### Lien connexe
- Liste des phares de Pologne